# 1992 WH
1992 WH är en asteroid i huvudbältet som upptäcktes den 16 november 1992 av de båda japanska astronomerna Seiji Ueda och Hiroshi Kaneda i Kushiro.
Asteroiden har en diameter på ungefär 4 kilometer.